# ریور روژ (میشیگان)
ریور روژ، میشیگان (به انگلیسی: River Rouge, Michigan) یک شهر در ایالات متحده آمریکا با جمعیت ۷٬۹۰۳ نفر است که در میشیگان واقع شده‌است.

## نگارخانه

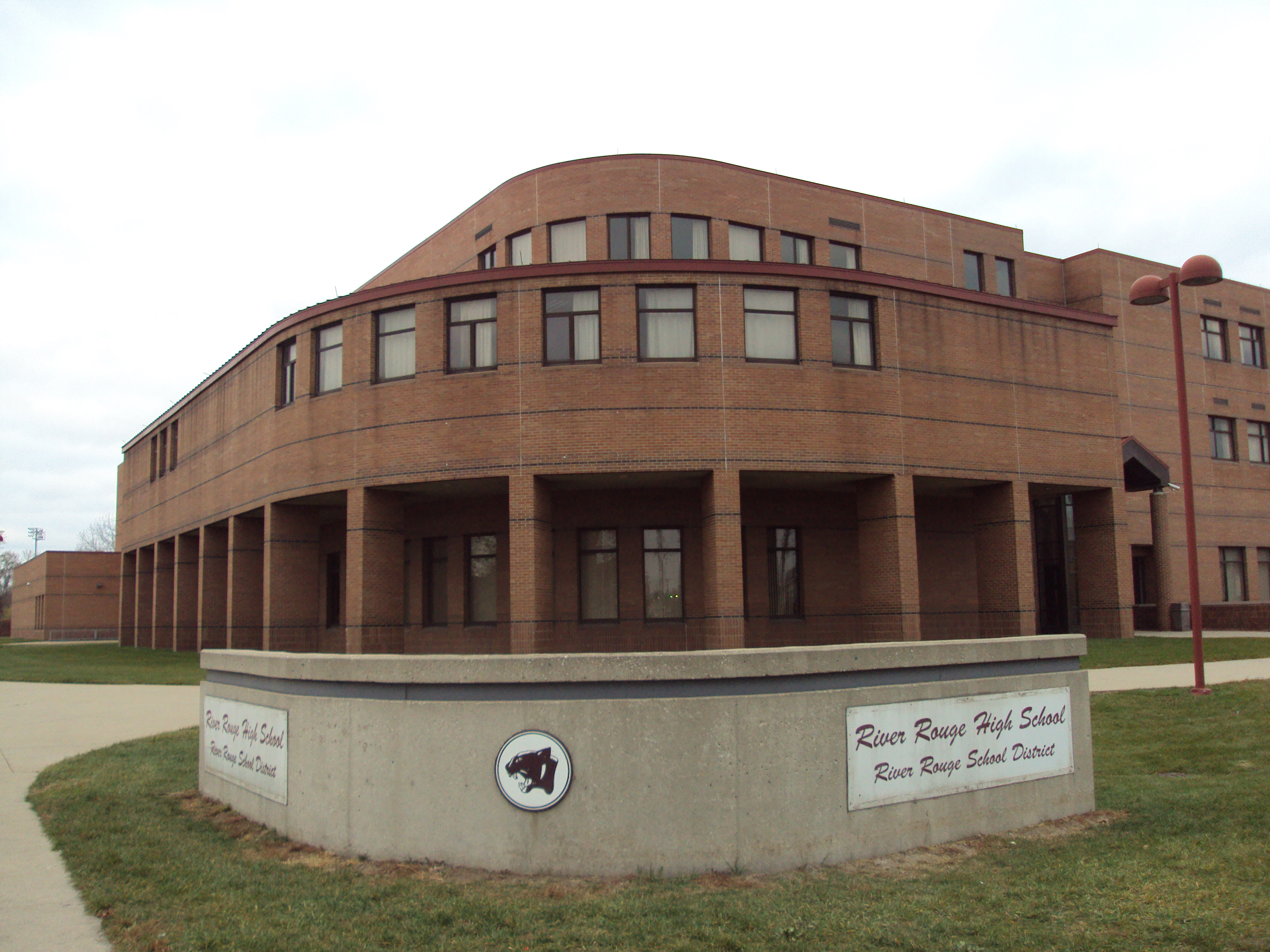
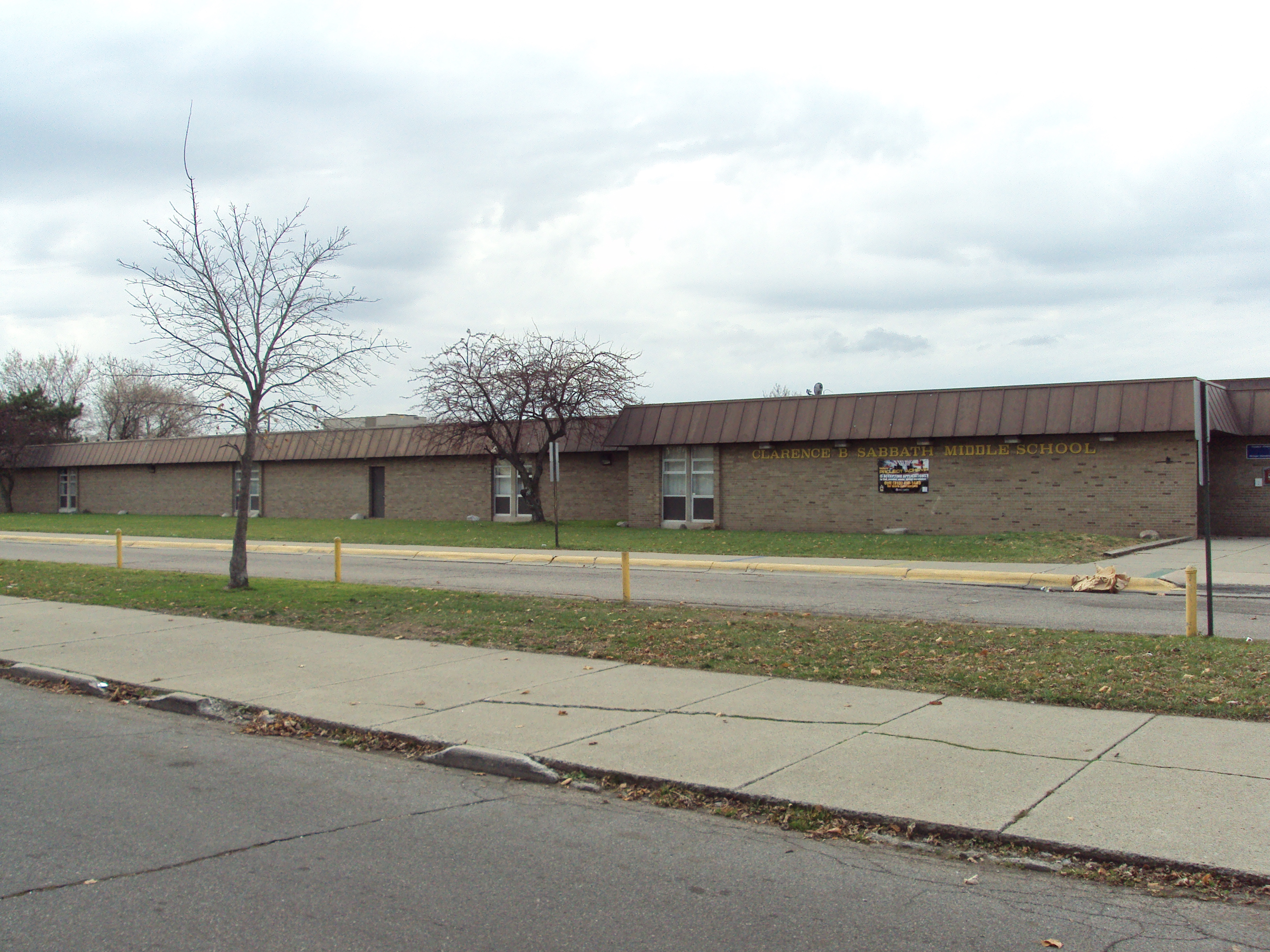
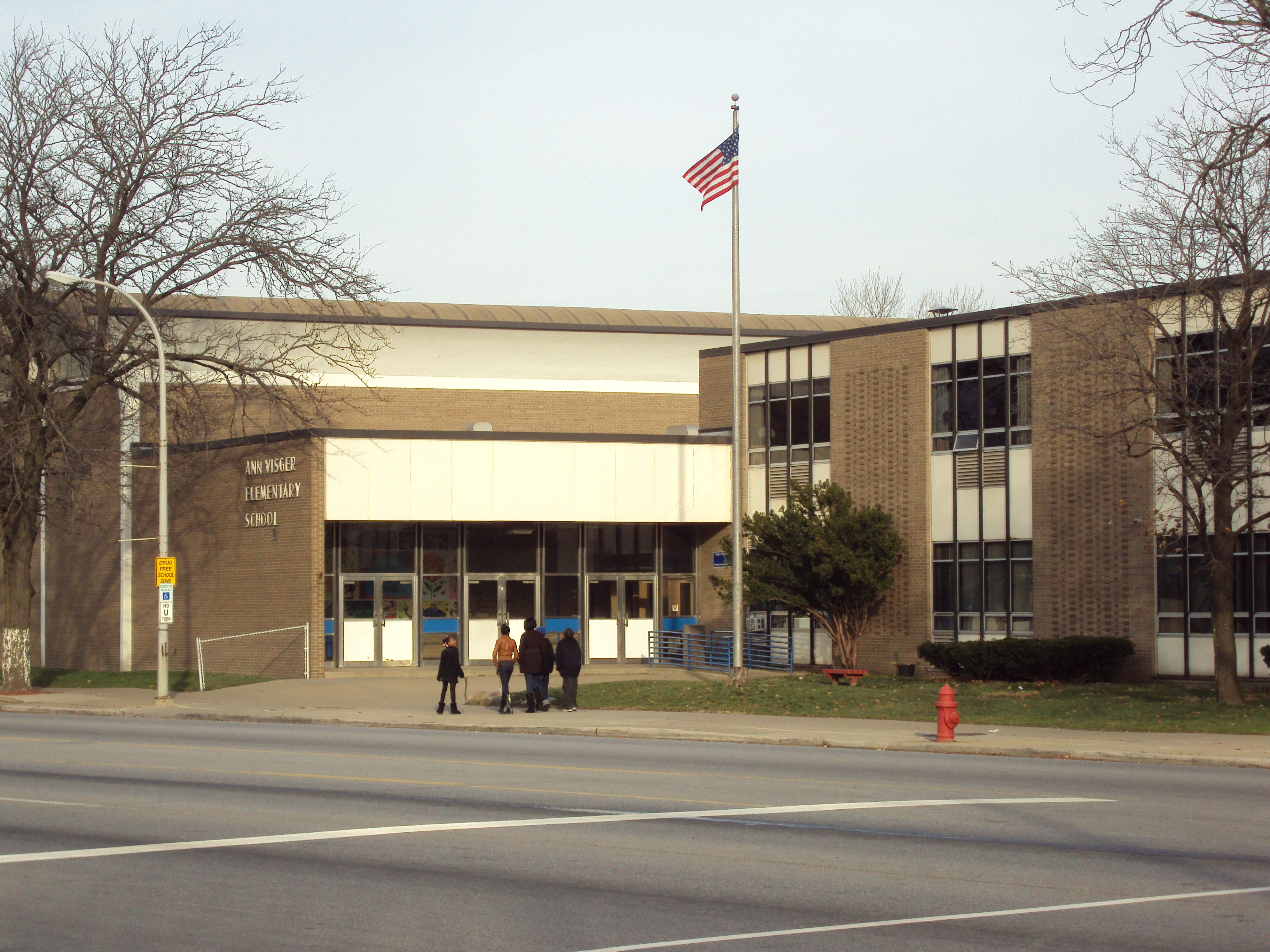
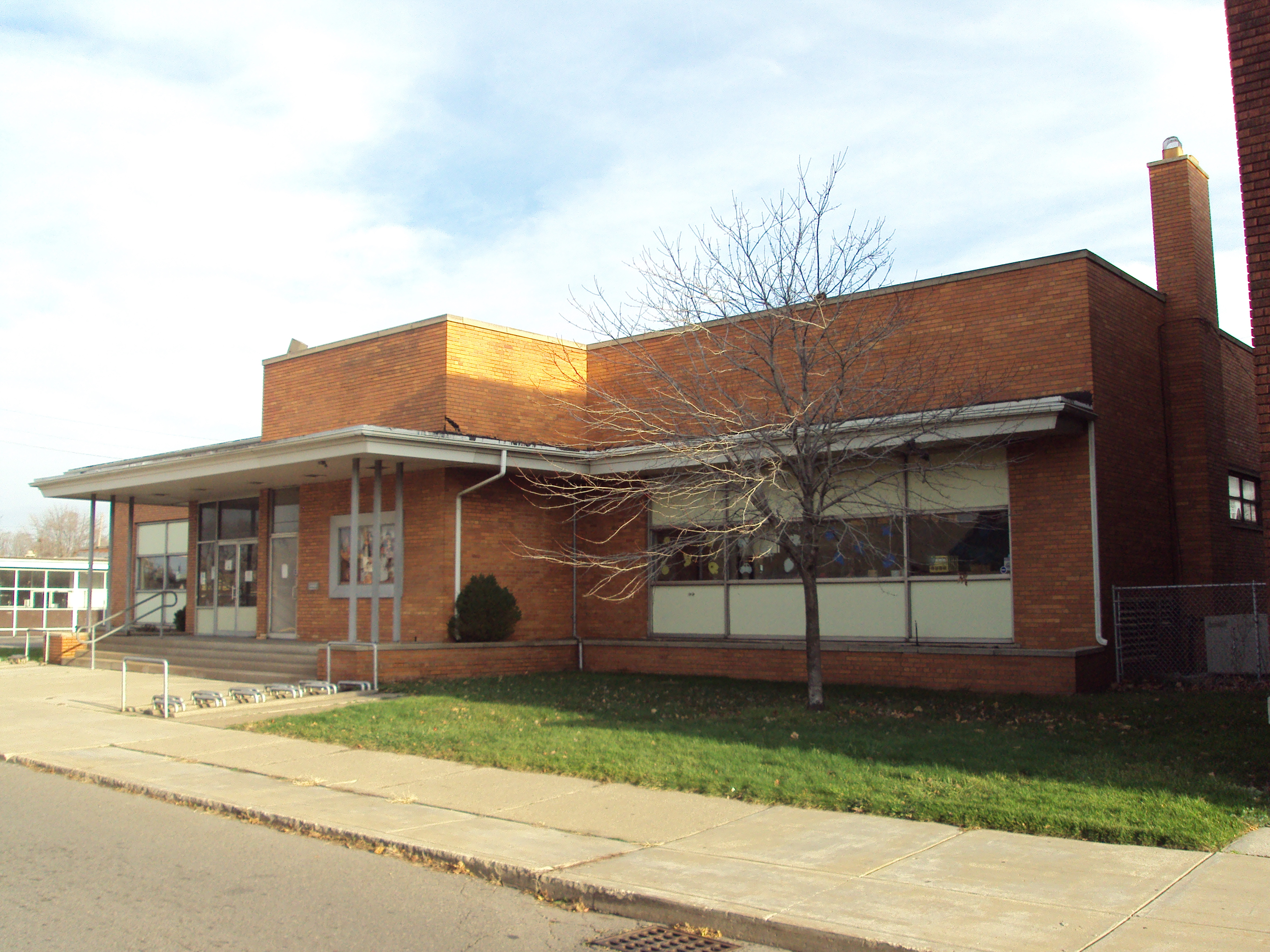
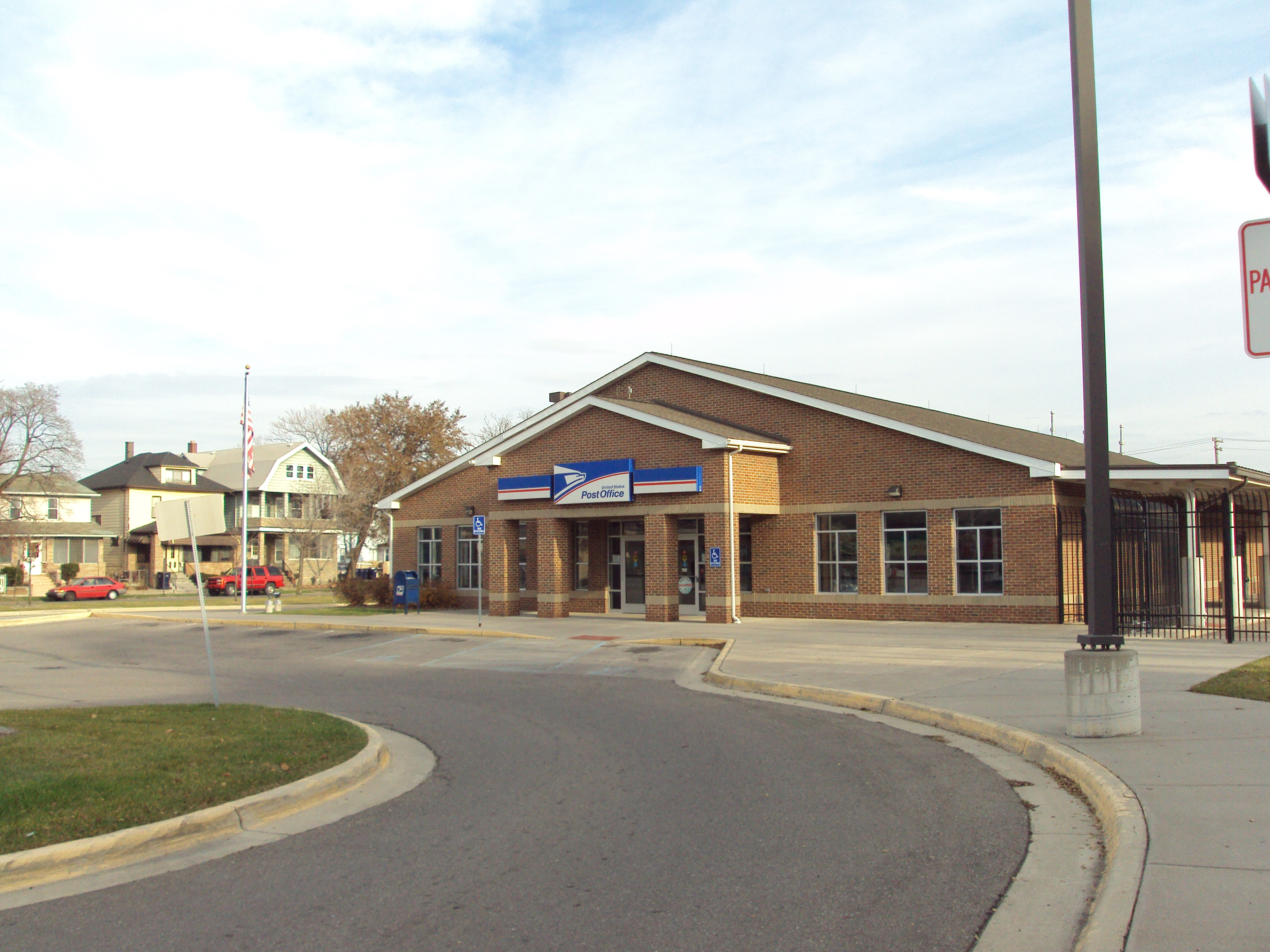
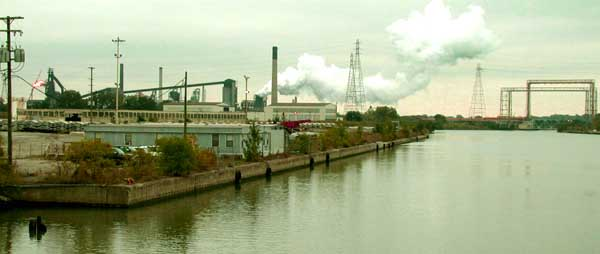